# Horst Kleinert
Horst Kleinert es un deportista de la RDA que compitió en piragüismo en la modalidad de eslalon. Ganó ocho medallas en el Campeonato Mundial de Piragüismo en Eslalon entre los años 1955 y 1961.

## Palmarés internacional
| Campeonato Mundial | Campeonato Mundial | Campeonato Mundial | Campeonato Mundial |
| Año                | Lugar              | Medalla            | Competición        |
| ------------------ | ------------------ | ------------------ | ------------------ |
| 1955               | Tacen (Yugoslavia) | Medalla de plata   | C2 individual      |
| 1955               | Tacen (Yugoslavia) | Medalla de plata   | C2 por equipos     |
| 1957               | Augsburgo (RFA)    | Medalla de oro     | C2 individual      |
| 1957               | Augsburgo (RFA)    | Medalla de bronce  | C2 por equipos     |
| 1959               | Ginebra (Suiza)    | Medalla de oro     | C2 individual      |
| 1959               | Ginebra (Suiza)    | Medalla de oro     | C2 por equipos     |
| 1961               | Hainsberg (RDA)    | Medalla de oro     | C2 por equipos     |
| 1961               | Hainsberg (RDA)    | Medalla de bronce  | C2 individual      |